# Massoud Shaari

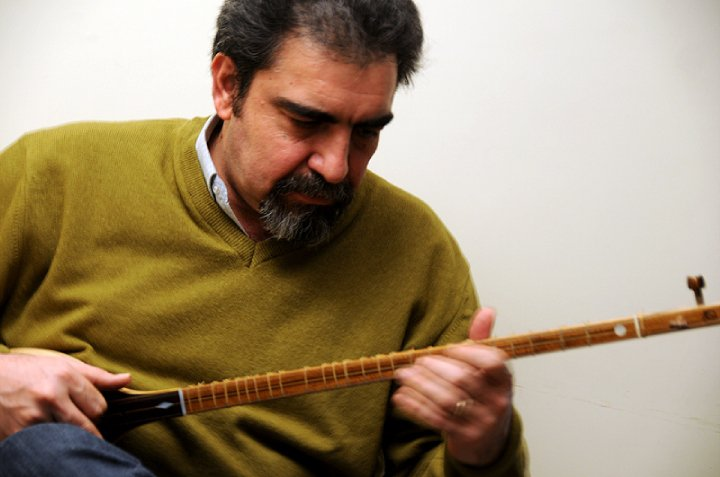
Massoud Shaari (2010)

Massoud Shaari (persisch مسعود شَعاری; * 1961 in Teheran) ist ein iranischer Setar-Spieler und Komponist.

## Biografie
Von frühester Kindheit an war Massoud Shaari mit der klassischen persischen Musik verbunden und begann im Alter von dreizehn Jahren, Santur zu lernen. Nach einer Weile wandte er sich dem Erlernen der Setar und Tar zu und spielt seither die Setar als sein Hauptinstrument.
Er wurde intensiv von einigen der führenden persischen Meister unterrichtet. Diejenigen, die ihn am meisten beeinflusst haben, waren unter anderem Hossein Alizadeh, Mohammad Reza Lotfi und Maestro Ebadi.
Massoud Shaari gründete ein Setar-Ensemble und hat seine eigens entwickelten Instrumente wie Delroba, Setar-e-Bam und Setar-e-Zir in ihren Aufführungen und Aufnahmen eingesetzt. Shaari hat stets versucht, die Werke der Pioniere der Musik neu zu interpretieren, was zur Schaffung verschiedener Alben wie Shabahang und Karevan-e-Saba führte. Mit seiner vollständigen Beherrschung der traditionellen persischen Musik hat er versucht, die fast vergessenen Melodien und Rhythmen der traditionellen persischen Musik wiederherzustellen und sie mit anderen Musikkulturen zu verschmelzen. Er hat auch andere Alben veröffentlicht, darunter Awaiting, Journey, In the Shade of the Wind, Sunset, Rohab und Niavaran.
Massoud Shaari ist weltweit bei Festivals und Veranstaltungen als Solist mit verschiedenen Orchestern und Ensembles aufgetreten. Neben seiner musikalischen Karriere hat er sich stets bemüht, die klassische persische Musik zu lehren und ist seit 1981 in Bildungsprogrammen tätig, die sowohl von privaten als auch öffentlichen Einrichtungen geleitet werden. Er hat Studierende & Schüler nach seiner künstlerischen Schule ausgebildet und hat das Hamsaz Music Institute gegründet, das er in Teheran leitet. In akademischer Hinsicht arbeitet er seit 20 Jahren unter anderem als Dozent an der Azad-Universität der Künste in Teheran.
Mehrere Bücher wurden von Massoud Shaari über das Unterrichten der Setar sowie über die Struktur der klassischen persischen Musik veröffentlicht. Seine neueste Publikation, Die Struktur des Dastgah in der iranischen Musik, ist das Ergebnis seiner langjährigen Forschung und praktischen Erfahrung in diesem Bereich. Er war auch Mitglied der Jury bei Festivals und Wettbewerben, wie dem Jugendmusikfestival, dem Improvisationsfestival und bei der Wahl des besten Albums des Jahres im Iran.

## Ausgewählte Diskografie und Publikationen

### Als Komponist, Arrangeur und Solist
- Fleeting Shadow (Saye var), 2018 – Noghteh Tarif Cultural Institute
- Afsaneye Roozegar, 2018 – Music Center of Hozeh Honari
- Niavaran Concert, 2013 – Barbad Music Inc.
- Rohab, 2012 – Barbad Music Inc.
- Sunset (Ghorub), 2011 – Barbad Music Inc.
- In the shade of the wind (Dar Saye-ye Bad), 2007 – Barbad Music Inc.
- Journey (Seyr), 2001 – Hermes Records
- Setar Solo, 1999 – France, Musique Iranienne Authentique Vol. 3 Setar, Club Du Disque Arabe
- Awaiting (Entezar), 1997 – Avaye Sheyda
- Karevan e Saba, 1995 – Soroosh
- Shabahang, 1989 – Soroosh

### Als Solist und Ensemblemitglied
- Zarman, 2009 – Barbad Music Inc.
- Javdaneh ba Eshgh, 2001
- Niayesh, 1997
- Yadvareh Boroomand 1995 – Avaye Sheyda
- Raz o Niaz. 1989 – Avaye Sheyda

### Bücher
- The Structure of DASTGAH in Iranian Music 2, 2021 – Publications of Honare Musighi
- The Structure of DASTGAH in Iranian Music 1, 2017 – Aref Music Publications
- Journey (Seyr), 2003, Saraye Ahle Honar
- Ganjineh Setar, 2003, Saraye Ahle Honar
- Karevan e Saba, 1995, Soroosh

## Auszeichnung „Peace Anthem for the 3rd Millennium“
Shaari ist der Komponist des persischen Teils des Stücks *Peace Anthem for the 3rd Millennium*, das im Juli 2000 den ersten Preis unter 84 Ländern beim internationalen Musikwettbewerb Euromusica gewann.